# David Sedaris
David Raymond Sedaris (ur. 26 grudnia 1956 w Johnson City) – amerykański pisarz, satyryk, felietonista. Autor humorystycznych tekstów opartych na wątkach autobiograficznych.

## Życie i twórczość
Urodził się w Johnson City w stanie Nowy Jork jako drugie z sześciorga dzieci Sharon Elizabeth (z domu Leonard) i Louisa Harry'ego „Lou” Sedarisa, inżyniera IBM. Jego ojciec ma greckie korzenie i jest grekokatolikiem; matka jest z pochodzenia Angielką i protestantką.
Kiedy David był jeszcze dzieckiem, rodzina zamieszkała w Raleigh w Karolinie Północnej. Po ukończeniu szkoły średniej w Raleigh studiował w Western Carolina University, a następnie w Kent State University. Interesowała go sztuka wizualna i performance. W 1983 przeniósł się do Chicago, a w 1987 ukończył School of the Art Institute of Chicago.
W 1991 przeniósł się do Nowego Jorku. Jego talent satyryczny został odkryty przez prezentera radiowego Irę Glassa, który zaprosił Sedarisa do udziału w swym cotygodniowym programie The Wild Room. Stamtąd w 1992 trafił do audycji Morning Edition niekomercyjnej stacji radiowej NPR (National Public Radio – Narodowe Radio Publiczne), gdzie czytał swoje SantaLand Diaries (Dzienniki z Krainy Świętego Mikołaja), o tym, jak w okresie Świąt Bożego Narodzenia wcielał się rolę zrzędliwego elfa-pomocnika Świętego Mikołaja w domu towarowym Macy’s. Audycja ta cieszyła się dużym powodzeniem u słuchaczy.
W latach 90. razem z siostrą Amy, aktorką, napisał kilka sztuk, które zostały wystawione w Klubie Teatru Eksperymentalnego LaMaMa w East Village w Nowym Jorku.
W 2000 wydał zbiór autobiograficznych opowiadań i felietonów Zjem to, co ma na sobie.
W 2004 opublikował kolejny zbiór opowiadań i felietonów pod wspólnym tytułem Dress Your Family in Corduroy and Denim (Ubierz rodzinę w sztruks i dżins), który osiągnął numer 1 na liście bestsellerów „New York Times” w kategorii literatury faktu.
Opublikował ponad 40 humorystycznych felietonów w tygodniku „The New Yorker”.
Od wielu lat jest w związku z malarzem i scenografem Hugh Hamrickiem. Mieszkali we Francji, Londynie, a obecnie – w Rackham w West Sussex. W Anglii znany jest z tego, że chodzi w nocy z latarką po drogach West Sussex i zbiera śmieci. Zyskał sobie tym sympatię Królowej Elżbiety II, która zaprosiła go na herbatę w Pałacu Buckingham.

## Nagrody
W 2001 tygodnik „Time” przyznał mu tytuł Humorysty Roku.
W 2001 otrzymał Nagrodę Thurbera (roczna nagroda literacka za książki humorystyczne).
Był wielokrotnie nominowany do Nagrody Grammy w kategorii Nagranie Roku – za nagranie audiobooku.
W 2019 roku został członkiem Amerykańskiej Akademii Sztuki i Literatury.

## Publikacje w Polsce
- Zjem to, co ma na sobie (Me talk pretty one day), Wydawnictwo Znak, 2006[10]
- Calypso (Calypso), tłum. Piotr Tarczyński, Wydawnictwo Filtry, 2020[11]
- Sama radość, tłum. Maciej Stroiński, Wydawnictwo Filtry, 2024[12]